# ماثيو نابويزو
ماثيو نابويزو (بالإنجليزية: Matthew Nabwiso)‏ هو ممثل ومخرج ومنتج أوغندي. اشتهر بأدواره في عدة أفلام مثل إمبابازي: العفو الذي أنتج سنة 2013. 

## الحياة الشخصية
هو الابن السابع لأسرة تضم أحد عشر ابنا. والداه هما البرلماني السابق فرانك نابويزو وماما كريستين نابويزو. التحق بمدارس المويري وكامولي للبنين للتعليم الابتدائي. ثم التحق بكلية بوسوجا، مويري، ثم التحق بعد ذلك بكلية ناماساجالي في كامولي. حصل على درجة البكالوريوس في التسويق من معهد قبرص للتسويق.
قبل دخوله التمثيل، كان يعمل بدوام كامل مديرا لمبيعات لشركة تكنولوجيا المعلومات والاتصالات. لكنه استقال من وظيفته وانخرط في مجال السينما.
هو متزوج من الممثلة إليانور نبويزو، ولهما أربعة أطفال. 

## مساره
في عام 2006، مثّل للمرة الأولى في فيلم معركة الأرواح.
في عام 2011، انضم إلى فريق عمل المسلسل التلفزيوني (The Hostel)، الذي تم بثه على قناة (NTV) في أوغندا، وقد حظي بشعبية كبيرة. بعد انتهاء المسلسل، أسس شركة الإنتاج السينمائي «نابويزو فيلمز». 
في عام 2013، فاز بجائزة أفضل ممثل في جوائز أفريقيا ماجيك للمشاهدين عن فيلم (A Good Catholic Girl). في عام 2020، حصل على جائزة (Film Act) خلال جوائز (Vine) لمساهمته في السينما الأوغندية.

## أعماله
- 2006: معركة الأرواح
- 2011: The Hostel
- 2012: Africa First: Volume Two
- 2013: A Good Catholic Girl
- 2013: إمبابازي: العفو
- 2016: Rain
- 2018: Mpeke Town
- 2018: رحمة الغابة
- 2018: Hashtag Family
- 2019: Kyaddala
- 2020: Prickly Roses

## روابط خارجية
- ماثيو نابويزو على موقع IMDb (الإنجليزية)
- ماثيو نابويزو على موقع روتن توميتوز (الإنجليزية)
- ماثيو نابويزو على موقع ألو سيني (الفرنسية)
- ماثيو نابويزو على موقع قاعدة بيانات الفيلم (الإنجليزية)
- ماثيو نابويزو على موقع ليتربوكسد (الإنجليزية)